# Il Genio (album)
Il Genio è l'album di esordio del duo pop italiano Il Genio, pubblicato nel 2008 dalla Cramps.

## Il disco
L'album è stato pubblicato il 21 marzo 2008 dall'etichetta Cramps Music/Disastro Records e poi ripubblicato a settembre dello stesso anno dalla Universal, aggiungendo due brani inediti alla prima versione, di cui uno, I Wanna Be Your Lover, è un famoso successo mondiale del 1980 dei La Bionda.
Oltre a questo brano, nell'album è presente un'altra cover, Una giapponese a Roma, scritta dall'artista scozzese Momus e già  incisa in italiano da Kahimi Karie nel 1995; inoltre la musica di La pathètique è tratta dalla Sonata per pianoforte n. 8 di Ludwig van Beethoven, nota appunto come Patetica.
Tra gli altri brani è da ricordare Non è possibile, il cui testo è ispirato alla leggenda metropolitana secondo cui l'uomo, in realtà, non sarebbe mai andato sulla luna. Non è possibile è il secondo singolo estratto dall'album.
I testi delle canzoni sono principalmente in italiano, ma anche in francese, con uno stile elettro-pop, accompagnato da atmosfere retrò ed eleganti.
Alla realizzazione dell'album, registrato negli studi Ectoplasmic Garden di Padova e SudEst Studio di Campi Salentina, ha collaborato Marco Fasolo dei Jennifer Gentle, che suona la chitarra e, con Stefano Manca, ha seguito la realizzazione artistica dell'album; vi è inoltre presente in alcune canzoni un quartetto d'archi.
I due componenti del gruppo hanno invece suonato il basso (Alessandra Contini) e le tastiere, la batteria elettronica e le chitarre (Gianluca De Rubertis), oltre che cantare.
La realizzazione del disco è costata, in tutto, ottomila euro.
Il videoclip di Non è possibile con la regia di Stefano Mordini ha vinto il Premio Speciale 2009 della rivista musicale on line Rockol, anche grazie alla scelta di girare il video in giro per Milano.

## Tracce
Testi e musiche di Alessandra Contini e Gianluca De Rubertis.
1. Le bugie di François – 4:00
2. Non è possibile – 3:07
3. Pop porno – 3:17
4. Applique – 4:00
5. Tutto è come sei tu – 3:38
6. A questo punto – 3:40
7. Gli eroi del kung fu – 2:14
8. L'orrore – 4:04
9. Fortuna è sera – 3:34
10. Povera stella – 3:47
11. La pathétique – 3:05 (testo: Alessandra Contini, Gianluca De Rubertis – musica: Ludwig van Beethoven)
12. Una giapponese a Roma – 3:34 (Momus)

Durata totale: 42:00
Bonus track aggiunte nella seconda edizione
1. Aria – 3:24
2. I Wanna Be Your Lover – 3:30 (testo: La Bionda, James Richard William Palmer – musica: La Bionda)

## Formazione

### Gruppo
- Alessandra Contini - voce, basso
- Gianluca De Rubertis - voce, chitarra, tastiera, batteria elettrica

Altri musicisti
- Marco Fasolo - chitarra
- Francesco Sanfrancesco - batteria
- Andrea Garbo - chitarra
- Osvaldo Piliego - batteria
- Michele Sgotti - viola
- Matteo Marzaro - violino
- Enrico Filippo Maligno - violino
- Giovanni Costantini - violoncello
- Riccardo Schirinzi - electronica

## Classifiche
| Classifica (2008) | Posizione massima |
| ----------------- | ----------------- |
| Italia            | 53                |